# 803
Cette page concerne l'année 803  du calendrier julien. Pour l'année 803 av. J.-C., voir 803 av. J.-C.
L'année 803 est une année commune qui commence un dimanche.

## Événements
- 29 janvier : exécution de Jafar ben Yahya, décapité sur ordre du calife, à Bagdad. Son père le vizir Yahya ben Khalid est destitué par le calife Harun ar-Rachid. Les Barmakides, devenus trop puissants, sont emprisonnés[1].
- 6 mars : l'autorité d'Idriss II, fils d'Idris Ier, âgé de onze ans, est reconnue par les Berbères sur le Maroc septentrional[2].

- En Inde, le roi des Pallava Dantivarman (796-817) est vaincu par le Rastrakuta Govinda III (en) qui s'empare de Kanchi[3].
- Le poète chinois Han Yu réclame l'abandon du bouddhisme, étranger selon lui aux mœurs du pays et le retour au confucianisme[4].

### Europe
- 21 mars : le patriarche de Grado, Fortunat, reçoit le pallium du pape Léon III[5]. Menacé par le doge de Venise Giovanni Galbaio qu'il a tenté de renverser, il se réfugie à Trévise et se place sous la protection de Charlemagne.
- 16 avril : Charlemagne célèbre Pâques à l'Aix-la-Chapelle puis se rend à Mayence pour convoquer une assemblée[6].
- Printemps-été : 
  - Promulgation du Capitulare legibus additum. Ces ajouts aux lois nationales, premier pas vers l’unification juridique de l’empire carolingien, sont approuvés non seulement par l’assemblée des Francs mais par une consultation générale sur l’ensemble du territoire[7].
  - Charlemagne convoque une assemblée des chefs Saxons à Salz sur la Saale en Thuringe et conclut la paix avec la Saxe[8].
- 11 juillet - 13 août : l'empereur byzantin Nicéphore Ier envoie une ambassade à Salz. Elle reçoit de l'empereur franc le texte d'un projet de traité de paix[9].
- 19 juillet : tentative échouée de coup d’État  par Bardanès Tourkos, proclamé empereur byzantin par les thèmes orientaux[10].
- Septembre - novembre[11] : Charlemagne est en Bavière où il supervise une expédition d'envergure contre les Avars. Les Francs ravagent la Pannonie, faisant de nombreux captifs et décimant la noblesse avare. Les Avars échappés au massacre se réfugient au-delà de la Tisza où le nouveau khan des Bulgares Kroum (v. 802-814) les attaque à son tour et les soumet après une écrasante victoire[12]. Le premier État bulgare a une frontière commune avec l'empire carolingien.
- Octobre : Charlemagne reçoit une ambassade du patriarche de Jérusalem à Salzbourg[9].
- Novembre, Ratisbonne : le tudun des Avars Zotam fait acte de soumission à Charlemagne et est à nouveau pardonné[13] Charlemagne constitue la marche de l'Est (Ostmark) origine de l'Autriche, contre les Tchèques et les Moraves.
- Décembre : Nicéphore Ier associe son fils Staurakios à l’empire byzantin[10].

- Espagne : Expédition infructueuse des Francs conduit par Ingobert contre Tortosa sur l'Èbre[14].

## Naissances en 803
- Langdarma, roi du Tibet.
- Du Mu, poète chinois.

## Décès en 803
- 30 avril : Nicétas Triphyllios, domestique des Scholes.
- 25 mai : Hygbald, évêque de Lindisfarne.
- 9 août : Irène l'Athénienne, impératrice byzantine.

- Anselme de Frioul, abbé de Nonantola.